# 바버리붉은사슴
바버리붉은사슴(Cervus elaphus barbarus, 또는 아틀라스사슴이라고도 함)은 붉은사슴의 아종으로 북아프리카에 서식하는 종이다. 붉은사슴의 다른 종보다 작은 종이며, 유일하게 아프리카에 서식하는 종이다. 이 종은 알제리, 모로코, 튀니지에 서식한다. 바버리사자, 아틀라스곰, 바버리표범의 주된 먹잇감이었다. 하지만 서식지 파괴로 인해 멸종의 위기를 맞고 있다.